# La Croupte
La Croupte è un ex comune francese di 128 abitanti situato nel dipartimento del Calvados nella regione della Normandia. Dal 1º gennaio 2016 è stato accorpato con altri 21 comuni per formare un comune unico: Livarot-Pays-d'Auge, del quale costituisce comune delegato.

## Società

### Evoluzione demografica
Abitanti censiti